# Курганстальмост
«Курганстальмост» — это специализированное предприятие по изготовлению металлоконструкций пролетных строений мостов. На данный момент[когда?] является ведущим предприятием России, выпускающим металлоконструкции всех типов мостов. Доля компании на рынке мостовых металлоконструкций России по статистике на 2008 год составляет 25%, а общий объем 62 000 тонн. Самые крупные объекты предприятия: «Патриарший мост в Москве, Благовещенский мост, Большой Обуховский вантовый мост в Санкт-Петербурге, Вантовый мост в Сургуте, Красный дракон в Ханты-Мансийске, мост Факел в Салехарде. Курганский завод является единственным предприятием в России, поставляющим мостовые металлоконструкции в Европу. На сегодняшний день является одним из крупнейших предприятий Курганской области.

## История
В апреле 1974 года Байкало-Амурская магистраль была объявлена всесоюзной ударной комсомольской стройкой, которая требовала строительства большого количества мостов. 25 ноября 1974 года Министерством транспортного строительства утверждена проектно-сметная документация на строительство завода металлических мостовых конструкций в Кургане. В период с 1976 по 1979 годы завод постепенно строился силами СМП-287 и других мостоотрядов треста Мостострой-4 по проекту «Гипропромтрансстрой» и сдавался в эксплуатацию. Вместе со строительством на завод завозилось технологическое оборудование. Первая пусковая очередь была сдана в 1979 году, в этот год завод принял первых своих рабочих. Завод обрел название «Курганский завод металлических мостовых конструкций».
В июле 1979 года из ворот КЗММК вышел тепловоз с платформой, на которой было установлено первое пролётное строение железнодорожного моста длиной 23 м, предназначенное для БАМа, а в период с 1980 по 1982 годы изготовил свой первый крупный заказ на строительство моста 9х88 м. (масса 4 тыс. тонн) через реку Амударья. Открытие моста состоялось в мае 1982 года. В период с 1985 по 1989 годы завод осваивал новые виды продукции, а именно изготовление балок коробчатого типа. Период перестройки с 1990 по 1994 годы, предприятие преобразовано в Дочернее акционерное общество закрытого типа «Курганстальмост» в составе АО «Мостостройиндустрия», в эти года падали объемы производства. Период 2000 по 2005 годы это развитие предприятия, на российском рынке мостовых металлоконструкций, занимает лидирующую позицию. На сегодняшний день в состав завода входят семь предприятий.
По инициативе директора ДЗАО «Курганстальмост» Н.В. Парышева построен Ледовый дворец спорта «Мостовик», который 14 сентября 2010 года решением Правительства Курганской области был переименован в Ледовый Дворец спорта имени Николая Васильевича Парышева.
19 июля 2009 года на территории ЗАО «Курганстальмост» открыт установленный на 30-сантиметровом постаменте отлитый из бронзы памятник Н.В. Парышеву высотой 2,8 м.

## Основная продукция предприятия
- Металлоконструкция всех типов пролетных строений мостов (железнодорожные, автодорожные, пешеходные, совмещенные)
- Метизная продукция (болты, гайки, шайбы, винты)
- Панели шпунтовые сварные ПШС
- Трубы большого диаметра
- Художественные кузнечные изделия
- Буровые машины MBG-12, MBG-24
- Пиломатериал

## Список мостов предприятия
- Погореловский железнодорожный мост (через реку Исеть, Шадринск)
- Железнодорожный мост (через реку Иртыш, Тобольск)
- Железнодорожный мост (через реку Исеть, Каменск-Уральский)
- Красавинский мост (через реку Кама, Пермь)
- Автодорожный мост (через реку Иртыш, Тобольск)
- Автодорожный мост (через реку Иртыш, Омск)
- Автодорожный мост (через реку Обь, Барнаул)
- Автодорожный мост (через реку Обь, Сургут)
- Автодорожный мост (через реку Иртыш, Ханты-Мансийск)
- Бугринский мост» (через реку Обь, Новосибирск)
- Метромост» (через реку Иртыш, Омск)
- Ряд автодорожных и железнодорожных мостов, эстакад, развязок на Московской кольцевой автодороге и третьем транспортном кольце
- Пешеходный мост (через реку Москва, Москва)
- Пешеходный мост (Ханты-Мансийск)
- Пешеходный мост (через реку Сайма, Сургут)
- Пешеходный мост Спешилово» (Пермь)
- Мост, связывающий Владивосток с островом Русский[6].
- «Открытие Арена» (для ФК «Спартак» Москва)

## Директор
- 3 февраля 1975 года — 1976 год Полонский, Олег Яковлевич
- 1976 год — 1981 год Олейников, Юрий Яковлевич
- 1981 год — 1986 год Еланцев, Григорий Ефимович
- 1986 год — 1989 год Новиков, Александр Тимофеевич
- 1989 год — 1990 год Чернобыльский В.Н.
- 16 ноября 1990 года — 19 июля 2008 года Парышев, Николай Васильевич
- С 2008 года Парышев, Дмитрий Николаевич